# David Henderson
David Henderson (Glasgow, 11 agosto 1862 – Ginevra, 17 agosto 1921) è stato un generale scozzese.

## Biografia
Era il figlio di David Henderson, un comproprietario della D. and W. Henderson and Company. Frequentò l'Università di Glasgow, dove studiò ingegneria civile e meccanica.

## Matrimonio
Sposò, il 18 dicembre 1895, Henrietta Caroline Dundas (1868-14 aprile 1959), figlia di Henry Dundas. Ebbero tre figli tra cui Ian Henry David Henderson.

## Carriera militare
Dopo aver completato la sua formazione presso il Royal Military College di Sandhurst, Henderson entrò nel esercito britannico il 25 agosto 1882, nell'Argyll and Sutherland Highlanders. Partecipò alla Spedizione del Nilo ed è stato ferito nell'Assedio di Ladysmith durante la Seconda guerra boera. Nel 1911, all'età di 49, Henderson imparò a volare. Ha fatto parte del sottocomitato tecnico del Air Committee che ha contribuito a decidere dell'organizzazione del Royal Flying Corps, che è stata costituita il 13 aprile 1912.
Fu nominato direttore del nuovo Dipartimento dell'Aeronautica Militare e, con lo scoppio della prima guerra mondiale, ha preso il comando del Royal Flying Corps. Il 22 novembre 1914, Henderson è stato nominato comandante generale della 1st Infantry Division. Nel 1915 Henderson tornò a Londra per riprendere le sue funzioni di Direttore generale dell'Aeronautica Militare. Fino all'ottobre 1918 prestò servizio in Francia. Dopo l'armistizio, Henderson servì come consigliere militare durante la Conferenza di pace di Parigi fino alla firma del Trattato di Versailles, nel giugno 1919.

## Morte
Henderson divenne direttore generale della Lega delle società della Croce Rossa a Ginevra, dove morì nel 1921, all'età di 59 anni.